# سیارک ۵۱۴۳۰
سیارک ۵۱۴۳۰ (به انگلیسی: 51430 Ireneclaire، نامگذاری:2001FH7)۵۱۴۳۰مین سیارک کشف شده‌است که در ۲۰ مارس ۲۰۰۱ کشف شد.